# 法兰克福足球俱乐部

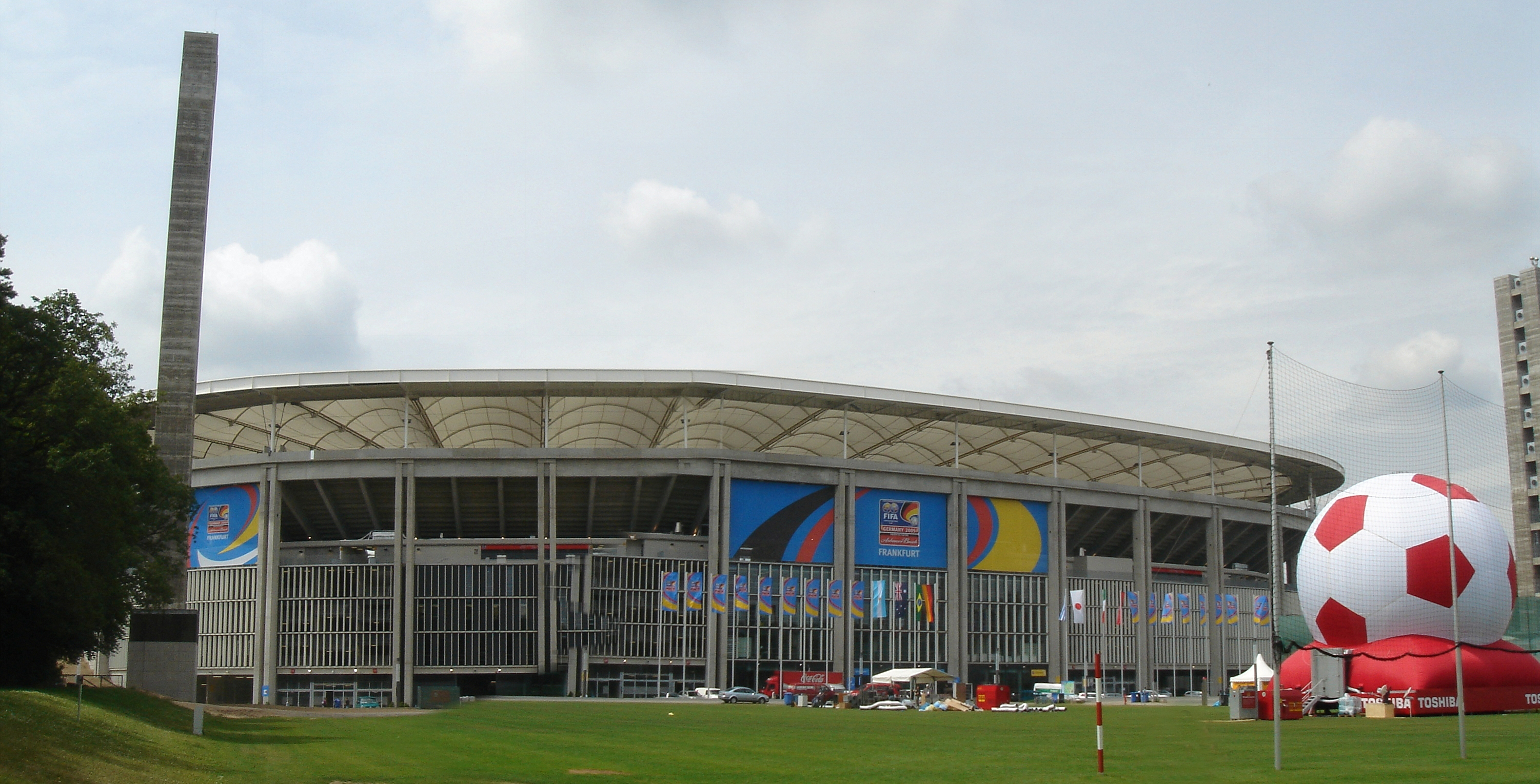
商業銀行競技場

法兰克福和谐足球股份有限公司（德語：Eintracht Frankfurt Fußball AG， 為「和谐」的意思）是一家位於德國法蘭克福足球俱樂部，成立於1899年3月8日，是德国足球甲级联赛的創始成員之一。
法蘭克福在1980年欧洲联盟杯兩支西德球隊決賽中擊敗门兴格拉德巴赫（兩回合累計 3–3，作客入球優惠）取得冠軍。1960年歐冠盃決賽以 3–7 負於皇家馬德里更被譽為經典決賽。

## 球會歷史

### 球會起源
在1899年3月8日，作为法兰克福队前身的「维多利亚1899法兰克福足球队」（Frankfurter Fußball-Club Viktoria von 1899） 成立了。同年，「法兰克福1899踢球者队」（Frankfurter Fußball-Club Kickers von 1899）也宣告成立。兩者於1911年5月合併成為Frankfurter FV (Kickers-Viktoria)，再於1920年加入體操會Frankfurter Turngemeinde von 1861而成為TuS Eintracht Frankfurt von 1861。

### 草創時期
经过多年波折，法兰克福足球俱乐部终于在1927年正式更名确定为“Sportgemeinde Eintracht Frankfurt (F.F.V) von 1899”，即法兰克福1899体育联盟，简称F.F.V 1899。
由二十年代末期到三十年代，法兰克福贏得數次本地及地區錦標，但在全國錦標賽則早早出局。1933年納粹德國改革德國聯賽制度，分成16個地區聯賽（Gauliga），法兰克福被分派到「西南地區聯賽」（Gauliga Südwest）的甲組角逐，經常能維持在上游位置，更於1938年奪得冠軍。
二次大戰後法兰克福恢復在「南部上級聯賽」（Oberliga Süd）的甲組中角逐，分別於1953年及1959年奪得分組冠軍，在第二次奪冠後法兰克福更以5-3擊敗而獲得德國全國錦標賽冠軍。法兰克福因而獲得歐洲冠軍球會盃參賽資格，一路過關斬將，順利晉級準決賽對蘇格蘭勁旅，主客兩回合6-1及6-3累計12-4大破對手殺入決賽，於1960年5月13日於蘇格蘭咸普頓公園球場對爭取五連霸的皇家馬德里，結果3-7敗陣，這場比賽被認為是歐洲冠軍球會盃最精彩的決賽之一。

### 創始成員
法兰克福的成績獲得接納成為於1963年新成立的職業德國甲組聯賽創建的16支球隊之一，此後廿年一直維持在頂級聯賽及在上游位置，獲得5次聯賽季軍，於1992年更僅以2分之微落最終冠軍史特加。
但法兰克福亦有數次僅僅逃過降級厄運，於季後附加賽兩回合累計分別在1984年以6-1擊敗杜伊斯堡，及1989年以4-1擊敗薩爾布呂肯。最終法兰克福在1996/97年球季聯同一併降級乙組聯賽，兩支球隊是當時尚能保持德甲席位的四支德甲創建球隊之二。
兩年後法兰克福獲得乙組冠軍重回甲組，但當季（1998-99年）即需為護級而苦戰到最後一輪比賽，作客5-1擊敗衛冕冠軍，而主要對手紐倫堡意外在主場敗陣才獲保留甲組席位。翌季因財務問題而被扣減2分，再次在最後一輪比賽，於比賽未的入球擊敗烏爾姆而逃出生天。法兰克福在2004年再次陷入財務困擾而最終降級收場。

### 揚威海外
法兰克福分別在1974年、1975年、1981年、1988年及2018年奪得德国足协杯。於1980年擊敗另一支德國球隊奪得欧洲联盟杯。
法兰克福最近一次在盃賽獲得好成績是在2018年德国足协杯決賽中擊敗拜仁慕尼黑。
2021–22賽季，法兰克福於2022年歐霸盃決賽對格拉斯哥流浪者以十二碼大戰5:4獲勝，時隔42年再次贏得歐霸盃冠軍。

## 主場球場
瓦爾德球場（德語，意即“森林”球場）是位於德國法蘭克福的58,000座運動場，主要供足球及美式足球比賽用，為安德烈法蘭克福足球會及的主場球場。於1925年揭幕，在二次大戰期間亦安排作政治集會用途。
在2005年7月更名商業銀行競技場（Commerzbank-Arena），但在2006年世界盃期間將稱為“法蘭克福世界杯球場”（FIFA WM Stadion Frankfurt）。為舉行世界盃幾乎將整個球場重新建造及現代化，安排上演四場分組初賽及一場半準決賽。2005年的洲際國家盃亦安排三場分組初賽及由巴西對阿根廷的決賽在這裡上演。
自 2020 年 7 月 1 日起正式成为德意志银行公园 (Deutsche Bank Park）

## 球會榮譽
| 榮譽                  | 次數        | 年度                                   |
| 本 土 聯 賽           | 本 土 聯 賽 | 本 土 聯 賽                            |
| --------------------- | ----------- | -------------------------------------- |
| 德國足球乙級聯賽 冠軍 | 1           | 1998年                                 |
| 德國錦標賽 冠軍       | 1           | 1959年                                 |
| 本 土 盃 賽           |             |                                        |
| 德國盃 冠軍           | 5           | 1974年、1975年、1981年、1988年、2018年 |
| 歐 洲 賽 事           |             |                                        |
| 歐洲足協圖圖盃 冠軍   | 1           | 1967年                                 |
| ／歐霸盃 冠軍         | 2           | 1980年、2022年                         |

## 球員名單（2025-26球季）
1. 粗體字為新加盟球員（青年隊提升不計）。
2. 者為傷患球員。
3. 2025年夏季轉會窗（英语：List of German football transfers summer 2025）：6月1日至10日，6月16日至9月1日[2]。

### 現役球員
| 號碼  | 國籍       | 球員                                     | 位置           | 年齡  | 加盟年份 | 前屬球會       | 轉會費      |
| 门 将 | 门 将      | 门 将                                    | 门 将          | 门 将 | 门 将    | 门 将          | 门 将       |
| ----- | ---------- | ---------------------------------------- | -------------- | ----- | -------- | -------------- | ----------- |
| 1     | 德国       | 米夏埃尔·策特尔（Michael Zetterer）      | 门将           | 30    | 2025     | 雲達不萊梅     | 500萬歐元   |
| 33    | 德国       | （Jens Grahl）                           | 门将           | 36    | 2021     | 史特加         | 25萬歐元    |
| 40    | 巴西       | （Kauã Santos）                          | 门将           | 22    | 2023     | 法林明高青年隊 | 160萬歐元   |
| 後 衛 |            |                                          |                |       |          |                |             |
| 3     | 比利时     | （Arthur Theate）                        | 中堅           | 25    | 2024     | 雷恩           | 1,300萬歐元 |
| 4     | 德国       | （Robin Koch）                           | 中堅／防守中場 | 29    | 2023     | 列斯聯         | 自由轉會    |
| 5     | 瑞士       | 奧蕾·阿門達（Aurèle Amenda）             | 中堅           | 22    | 2024     | 年青人         | 950萬歐元   |
| 13    | 丹麦       | （Rasmus Kristensen）                    | 右閘           | 28    | 2024     | 列斯聯         | 600萬歐元   |
| 21    | 德国       | 納撒尼爾·布朗（Nathaniel Brown）         | 左閘           | 22    | 2024     | 纽伦堡         | 300萬歐元   |
| 22    | 美国       | （Timothy Chandler）                     | 右閘           | 35    | 2014     | 紐倫堡         | 100萬歐元   |
| 29    | 法國       | （Niels Nkounkou）                       | 左閘           | 24    | 2023     | 聖伊天         | 750萬歐元   |
| 34    | 德国       | （Nnamdi Collins）                       | 中堅           | 21    | 2023     | 多特蒙德青年隊 | 100萬歐元   |
| 35    | 克罗地亚   | 赫爾沃耶·斯莫西克（Hrvoje Smolčić）              | 中堅           | 25    | 2022     | 里耶卡         | 250萬歐元   |
| 44    | 厄瓜多尔   | （Davis Bautista）                       | 中堅           | 20    | 2023     | 奧卡斯青年隊   | 無透露      |
| 中 场 |            |                                          |                |       |          |                |             |
| 6     | 丹麦       | （Oscar Højlund）                        | 正中場         | 20    | 2024     | 哥本哈根       | 135萬歐元   |
| 15    | 突尼西亞   | （Ellyes Skhiri）                        | 防守中場       | 30    | 2023     | 科隆           | 自由轉會    |
| 16    | 瑞典       | （Hugo Larsson）                         | 正中場         | 21    | 2023     | 馬模           | 800萬歐元   |
| 18    | 叙利亚     | 马哈茂德·達賀特（Mahmoud Dahoud）              | 正中場         | 29    | 2024     | 布莱顿         | 自由轉會    |
| 20    | 日本       | 堂安律（Ritsu Dōan）                     | 右翼           | 27    | 2025     | 紐倫堡         | 2,100萬歐元 |
| 23    | 匈牙利     | 克里斯蒂安·李斯特斯（Krisztián Lisztes） | 進攻中場       | 20    | 2024     | 費倫斯華路士   | 450萬歐元   |
| 26    | 法國       | （Éric Ebimbe）                          | 右中場         | 24    | 2022     | 巴黎圣日耳曼   | 650萬歐元   |
| 27    | 德国       | （Mario Götze）                          | 進攻中場       | 33    | 2022     | PSV燕豪芬      | 自由轉會    |
| 28    | 德国       | （Marcel Wenig）                         | 防守中場       | 21    | 2022     | 拜仁慕尼黑U19  | 自由轉會    |
| 31    | 美国       | （Paxten Aaronson）                      | 中場           | 21    | 2023     | 費城聯         | 400萬元     |
| 38    | 德国       | 艾布·貝基爾·伊施（Ebu Bekir Is）         | 進攻中場       | 16    | 2025     | 青年隊         | 不適用      |
| 42    | 土耳其     | （Can Uzun）                             | 進攻中場       | 19    | 2024     | 纽伦堡         | 1,000萬歐元 |
| 45    | 德国       | 迈赫迪·倫（Mehdi Loune）                 | 進攻中場       | 21    | 2022     | 青年隊         | 不適用      |
| 前 鋒 |            |                                          |                |       |          |                |             |
| 8     | 阿尔及利亚 | （Farès Chaïbi）                         | 左翼／進攻中場 | 22    | 2023     | 圖盧茲         | 1,000萬歐元 |
| 9     | 德国       | （Jonathan Burkardt）                    | 中鋒           | 25    | 2025     | 美因茨05       | 2,100萬歐元 |
| 17    | 法國       | （Elye Wahi）                            | 中鋒           | 22    | 2025     | 马赛           | 2,100萬歐元 |
| 19    | 法國       | 让·巴霍亚（Jean-Mattéo Bahoya）          | 左翼           | 20    | 2024     | 昂熱           | 800萬歐元   |
| 30    | 比利时     | 米查·巴舒亞伊（Michy Batshuayi）         | 中鋒           | 31    | 2025     | 加拉塔薩雷     | 300萬歐元   |
| 32    | 德国       | （Jessic Ngankam）                       | 中鋒           | 25    | 2023     | 柏林赫塔       | 400萬歐元   |
| 36    | 德国       | （Ansgar Knauff）                        | 右翼           | 23    | 2022     | 多特蒙德       | 500萬歐元   |

1. ↑  租借上半季(23/24)後買斷
2. ↑  租借一季(23/24)後自由轉會
3. ↑  租借一季(24/25)後買斷
4. ↑  另浮動條款100萬歐元
5. ↑  租借一季(22/23)後買斷
6. ↑  租借一季(22/23)後買斷

### 外借球員
| 號碼             | 國籍             | 球員             | 位置             | 年齡             | 加盟年份         | 外借球會         | 外借球季              |
| 2025年夏季轉會窗 | 2025年夏季轉會窗 | 2025年夏季轉會窗 | 2025年夏季轉會窗 | 2025年夏季轉會窗 | 2025年夏季轉會窗 | 2025年夏季轉會窗 | 2025年夏季轉會窗      |
| ---------------- | ---------------- | ---------------- | ---------------- | ---------------- | ---------------- | ---------------- | --------------------- |
| 41               | 阿尔巴尼亚       | （Simon Simoni） | 门将             | 21               | 2023             | 凱撒勞頓         | 24/25下半季 25/26球季 |

### 離隊球員
1. 『*』為先租出一季或半季後售出。

| 號碼             | 國籍             | 球員                                | 位置             | 年齡             | 加盟年份         | 加盟球會         | 轉會費           |
| 2025年夏季轉會窗 | 2025年夏季轉會窗 | 2025年夏季轉會窗                    | 2025年夏季轉會窗 | 2025年夏季轉會窗 | 2025年夏季轉會窗 | 2025年夏季轉會窗 | 2025年夏季轉會窗 |
| ---------------- | ---------------- | ----------------------------------- | ---------------- | ---------------- | ---------------- | ---------------- | ---------------- |
| 1                | 德国             | （Kevin Trapp）                     | 门将             | 29               | 2019             | 巴黎FC           | 100萬歐元        |
| 9                | 克罗地亚         | 伊戈爾·馬塔諾維奇（Igor Matanovic） | 中鋒             | 22               | 2021             | 弗赖堡           | 670萬歐元        |
| 11               | 法國             | （Hugo Ekitike）                    | 中鋒             | 23               | 2024             | 利物浦           | 9,500萬歐元      |
| 24               | 葡萄牙           | （Aurélio Buta）                    | 右閘             | 28               | 2022             | 自由球員         | 自由轉會         |
| 48               | 西班牙           | 纳乔·費瑞（Nacho Ferri）            | 中鋒             | 20               | 2022             | 韋斯達路         | 200萬歐元        |

## 著名球星
- （Jørn Andersen）
- 乌韦·本恩（Uwe Bein）
- （Uwe Bindewald）
- （Jörg Böhme）
- 車範根（Cha Bum Kun）
- 長谷部誠（Hasebe Makoto）
- （Bernd Hölzenbein）
- （Andreas Köpke）
- （Andreas Möller）
- （Jay-Jay Okocha）
- 阿尔弗雷德·普法夫 (Alfred Pfaff)
- 塞巴斯蒂安·羅德（Sebastian Rode）
- （Bernd Schneider）
- 高原直泰（Takahara Naohiro）
- 凱文·特拉普（Kevin Trapp）
- 杨晨（Yang Chen）

## 外部連結
- 官方網站 （页面存档备份，存于）